# Pierre Rabhi
Pour les articles homonymes, voir Rabhi.
Pierre Rabhi, de son nom d'origine Rabah Rabhi (رباح رابحي en arabe), né le 29 mai 1938 à Kenadsa en Algérie française et mort le 4 décembre 2021 à Bron en France, est un essayiste, romancier, agriculteur, conférencier et écologiste français, fondateur du mouvement Colibris et « figure représentative du mouvement politique et scientifique de l'agroécologie en France ».
Sa pensée est inspirée par le mouvement anthroposophique, dont il promeut l'application agricole pseudo-scientifique appelée « biodynamie ». Très populaire pour ses appels à penser l'agriculture autrement et sa défense de la sobriété, il est néanmoins critiqué pour ses prétentions en matière de méthodes agriculturales relevant de la superstition, ainsi que pour une certaine proximité avec des penseurs aux idées conservatrices, et pour une « forme d'écologie non politique, spiritualiste et individualiste ».

## Biographie

### Jeunesse
Pierre Rabhi est né Rabah Rabhi le 29 mai 1938, dans une famille musulmane de Kenadsa, près de Colomb-Béchar, une oasis dans le sud de l'Algérie. Sa mère meurt de tuberculose alors qu'il est un enfant en bas âge.
Les frères de Pierre Rabhi vivent à Béchar et Kenadsa. 
Son père, forgeron, musicien et poète, le confie à l'âge de cinq ans à un couple de Français, un ingénieur gaulliste et une institutrice, venus travailler dans les houillères du sud oranais dans son village natal. Plus tard, selon les déclarations de Pierre Rabhi, son père biologique aurait été contraint de fermer son atelier et de travailler à la mine. Rabhi explique que cela a influencé sa critique du progrès technique.
Avec ses parents d'adoption, le jeune Rabah quitte Kenadsa pour Oran, où il suit deux années d'études secondaires. À l'âge de seize ou dix-sept ans, selon les sources, à Oran, Rabhi se convertit au christianisme. Il demande à être baptisé et adopte son prénom de baptême : Pierre. Selon son récit autobiographique, Rabhi commence alors à travailler dans la dentisterie, puis en tant qu'employé de banque. Lorsque la guerre d'Algérie éclate en 1954, Rabhi affirme suivre les idées de sa famille, hostile à l'Indépendance algérienne et favorable au maintien de l'Algérie française. Pendant la guerre d’Algérie, raconte-t-il, « me voici brandissant mon petit drapeau par la fenêtre de la voiture qui processionne dans la ville en donnant de l’avertisseur : « Al-gé-rie-fran-çai-se » ».
Rabhi a affirmé s'être ensuite trouvé dans une situation de double exclusion, fâché avec son père biologique pour s'être converti au catholicisme, ainsi qu'avec son père d'adoption qui, selon Pierre Rabhi, l'a mis à la porte pour avoir critiqué le maréchal Alphonse Juin. Pierre Rabhi est alors un fervent catholique et le restera durant de longues années, comme il l'affirme dans son autobiographie. En 2016, il indique : « J’ai été très séduit – et le suis encore – par le message du Christ. Mais je ne me sens appartenir à aucune église pour autant. À mesure que j'avance dans la vie, l'affirmation que seul l’amour peut changer le cours de l’Histoire me saisit de plus en plus par sa vérité, son évidence. »
S'il déclare ne plus se sentir lié à une religion en particulier, Rabhi demeure un spiritualiste, voire un mystique. Rabhi continue de fréquenter régulièrement les milieux catholiques, voire parfois « des milieux à dérive sectaire », plaçant systématiquement la spiritualité au centre de sa pensée.

### Retour à la terre
En 1950, Rabhi part en France et arrivé à Paris, il trouve un emploi de magasinier chez un constructeur de machines agricoles à Puteaux. 
Dans l'entreprise où il travaille, il rencontre Michèle, avec laquelle il se mariera et dont la famille boycotte le mariage. Tous deux nourrissent le rêve de s'extraire de leur vie urbaine et pensent à l'agriculture. Ils rencontrent le docteur Pierre Richard (1918-1968), un médecin écologiste et conservateur partisan du « retour à la terre », qui travaille à la création du parc national des Cévennes, et qui les encourage dans leur démarche et devient l'un des maîtres à penser de Rabhi.
Ils décident de se rendre en Ardèche pour s'y installer définitivement en 1960, précédant le mouvement néorural de la fin des années 1960. Ils se marient à Thines en avril 1961. Pierre Rabhi devient père et, sans aucune connaissance agricole (il est alors sculpteur), s'inscrit dans une maison familiale rurale. Il achète une ferme cévenole à Lablachère, dans laquelle il réalise son rêve de retour à la terre, la ferme étant dépourvue d'électricité et d'eau courante.
Il rencontre l’écrivain maurrassien Gustave Thibon, poète et philosophe chrétien et conservateur considéré, selon le journaliste Jean-Baptiste Malet, comme « l’une des sources intellectuelles de l’idéologie ruraliste de Vichy » et ayant fait « régulièrement cause commune avec l'extrême droite ». Thibon entretiendra des relations avec Pierre Rabhi jusque dans les années 1990. Rabhi indique à propos de ses relations avec Thibon : « Le portrait qu’en trace M. Malet est caricatural. Les échanges que nous avions portaient essentiellement sur la spiritualité. Nous avions trente-cinq ans d’écart et j’étais impressionné par son immense culture, ses dons linguistiques ou sa mémoire. J’ai le souvenir que, alors que nous étions financièrement exsangues, il nous a aidés, mais on ne peut pas considérer que je sois son disciple ou qu’il fut mon modèle. Hormis notre attachement commun, à l’époque, au catholicisme, nous n’avions pas les mêmes centres d’intérêt ni la même culture. »
Rabhi découvre et adhère également aux idées de Rudolf Steiner, ainsi qu’aux principes de l’anthroposophie, notamment à l'agriculture biodynamique.
Après trois ans comme ouvrier agricole, en 1963 il devient lui-même paysan dans les Cévennes ardéchoises. Il se lance dans l'élevage caprin avec l'intention de ne pas reproduire les modèles de productivisme, et expérimente l'agriculture biodynamique.
Après des débuts difficiles, le couple acquiert assez d'expérience pour accueillir et conseiller à partir de mai 1968 d'autres néo-ruraux. Quinze années leur seront nécessaires pour parvenir à vivre de leur ferme. Pierre Rabhi témoigne en 2015 : « Il y a plus de cinquante ans, ma femme et moi avons choisi notre lieu de vie, Montchamp, précisément pour son harmonie. Perdue au sommet d'une montagne de l'Ardèche, cette ferme nous comblait de silence, d'air pur, de mystère aussi, en dépit des obstacles « objectifs » : il n'y avait ni électricité ni eau courante, un chemin à peine praticable par temps de pluie, un sol sec et rocailleux. »

### Reconnaissance

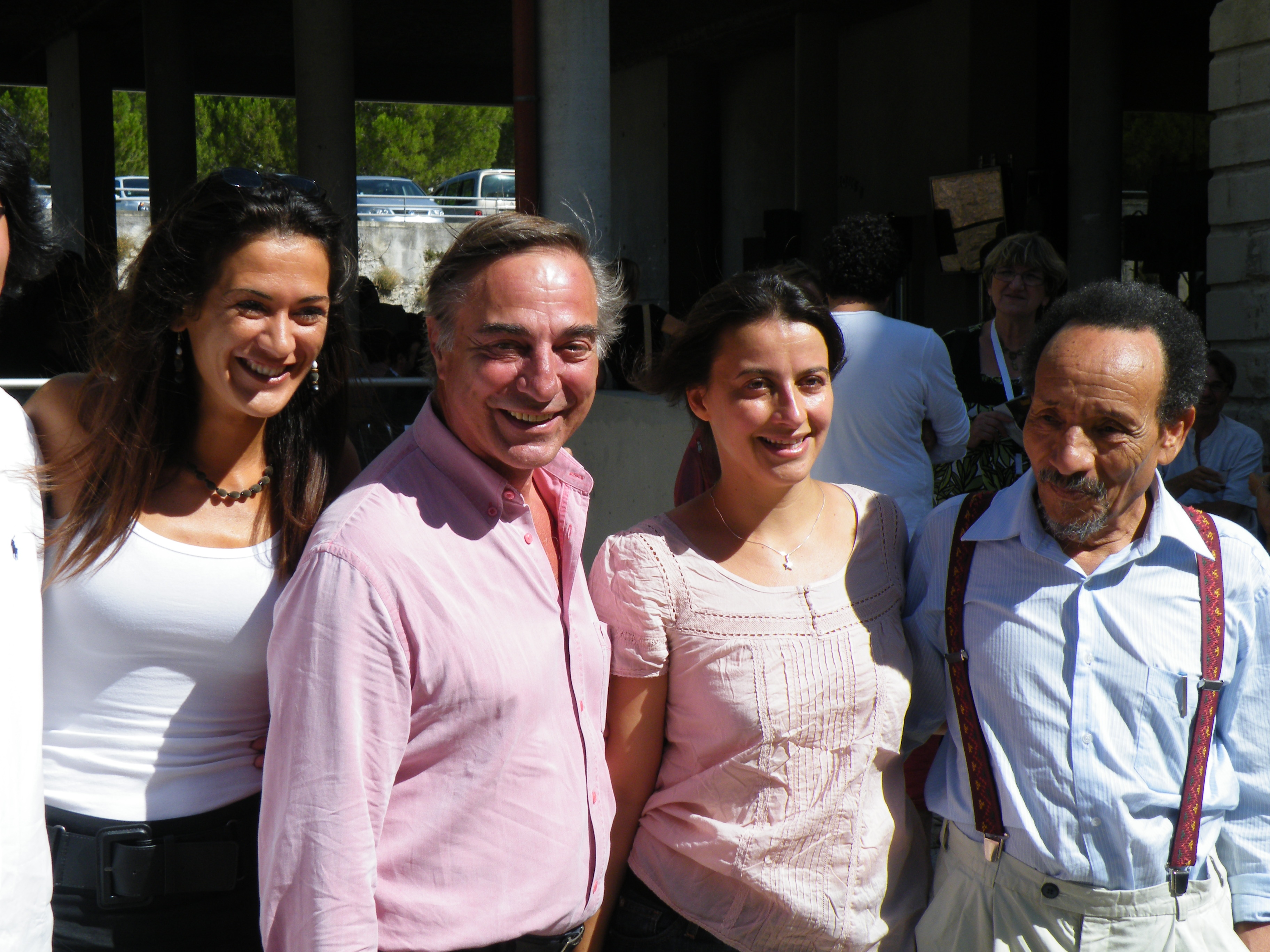
Sandrine Bélier, Allain Bougrain-Dubourg, Cécile Duflot et Pierre Rabhi aux Journées d'été des Verts à Nîmes en 2009.

En 1978, Pierre Rabhi est chargé de formation en agroécologie par le CEFRA (Centre d'étude et de formation rurales appliquées).
À partir de 1981, il se rend au Burkina Faso en tant que « paysan sans frontières » à la demande du gouvernement de ce pays avec le soutien du Centre de relations internationales entre agriculteurs pour le développement (Criad). En 1985, il crée, avec son ami Maurice Freund, un centre de formation en agroécologie à Gorom-Gorom, avec l'appui de l'association Le Point-Mulhouse, le premier du continent.
En 1986, l'agronome français René Dumont est chargé par l'association d'évaluer le travail de Pierre Rabhi, et se montre très critique avec les méthodes et surtout les croyances appliquées sur place par Pierre Rabhi. Pierre Rabhi aurait bénéficié de l'appui du président Thomas Sankara qui voulait faire de l'agroécologie une politique nationale, avant d'être assassiné en 1987.
En 1988, il fonde le Carrefour international d'échanges de pratiques appliquées au développement (CIEPAD) avec l'appui du conseil général de l'Hérault. Il met en place un « module optimisé d'installation agricole », des programmes de sensibilisation et de formation, et de nombreuses actions de développement à l'étranger (Maroc, Palestine, Algérie, Tunisie, Sénégal, Togo, Bénin, Mauritanie, Pologne, Ukraine…).
En 1992, il lance le programme de réhabilitation de l'oasis de Chenini-Gabès en Tunisie. Depuis 1994, il anime le mouvement Oasis en tous lieux, promouvant le retour à une terre nourricière et la reconstitution du lien social. En parallèle, il publie plusieurs livres, teintés de mysticisme et faisant l'éloge d'une pauvreté vue comme une façon d'aller vers l'essentiel, voire d'accéder au bonheur, dans une lignée encore chrétienne selon le journaliste Jean-Baptiste Malet qui avance que « parce que ça sonne mal » Pierre Rabhi a abandonné par la suite ce terme de pauvreté pour le concept de sobriété heureuse.
La même année, il fonde l'association Les Amis de Pierre Rabhi, rebaptisée en 1994 Terre et Humanisme. Un tiers du budget de l’association « provient des dons tirés des produits financiers « Agir » du Crédit coopératif » (plus 450 000 euros/an). Elle a pour objet la promotion et la transmission de l'agroécologie, et est constituée de quelques fidèles.
En 1997 et 1998[réf. nécessaire], il participe à l'élaboration de la Convention des Nations unies sur la lutte contre la désertification (CLD, ou CNULCD).
De 1999 à 2001, il lance de nouvelles actions de développement au Niger (région d'Agadez) et au Mali (région de Gao).
En 2002, il crée le « Mouvement Appel Pour une Insurrection des Consciences (MAPIC) » afin de se présenter à l'élection présidentielle. Cependant il n'obtient que 184 parrainages d'élus sur les 500 requis.
En 2003, il rencontre Michel Valentin avec qui il crée en 2004 Les Amanins sur la commune de La Roche-sur-Grane, dans la Drôme. Cette infrastructure d’agrotourisme maraîcher qui s’étend sur cinquante-cinq hectares accueille des séminaires d’entreprise, des vacanciers et des personnes en formation au maraîchage. Créée sous forme d'association à but non lucratif, elle compte une quinzaine de salariés aidés par deux à quatre woofers.

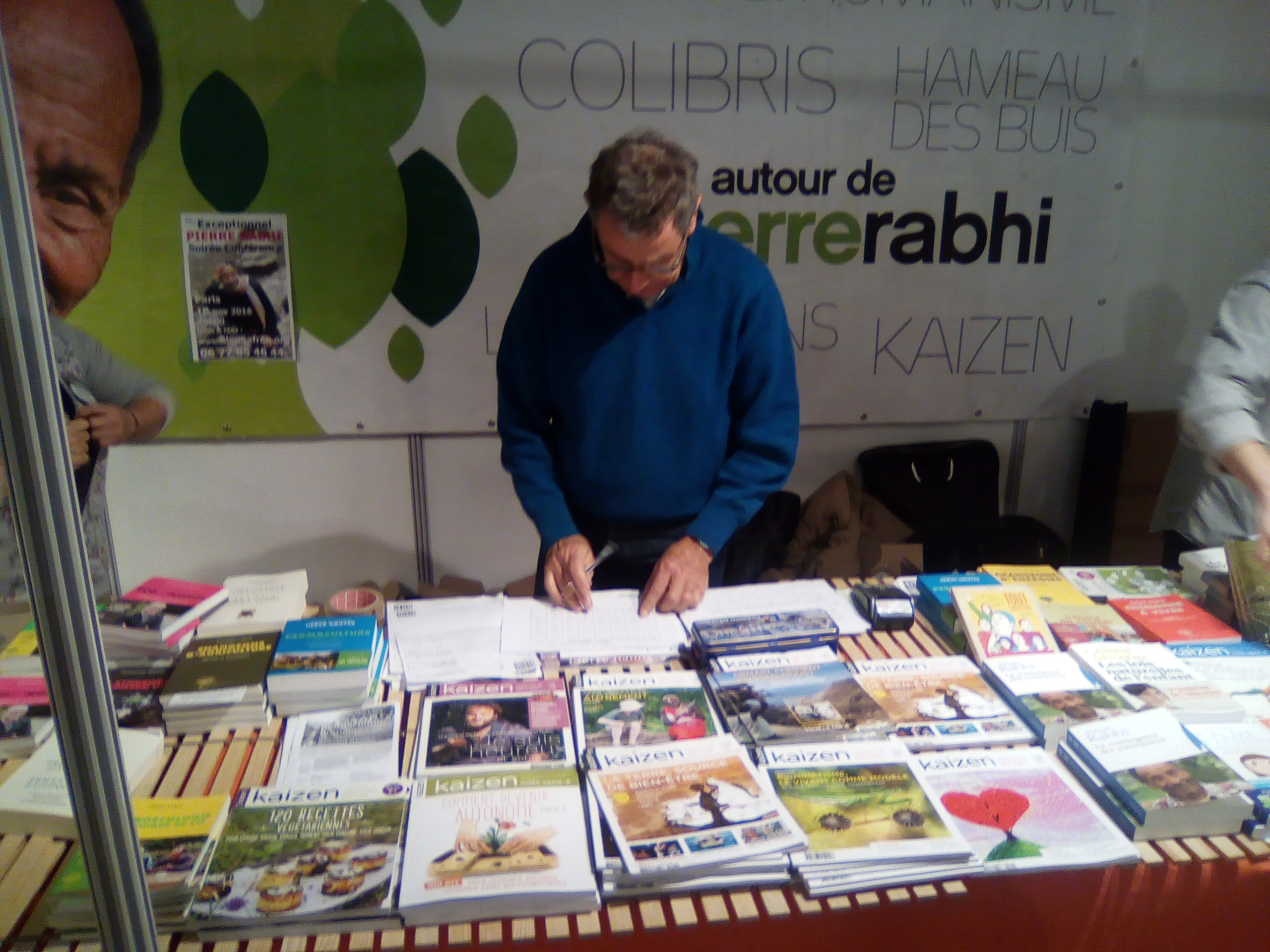
Stand de l'association Terre et Humanisme au salon bio Marjolaine en 2016.

Il anime régulièrement des conférences ou des ateliers sur les thèmes de la simplicité volontaire et de la décroissance. Considéré comme artisan de l'altermondialisme, il est invité lors du Forum social européen, et intitule un de ses exposés « Donner une âme à la mondialisation ». Il crée en 2007, avec Isabelle Desplats, Cyril Dion et quelques autres, le mouvement Colibris qui fait suite au MAPIC. La mission du mouvement Colibris est « d’inspirer, relier et soutenir tous ceux qui participent à construire un nouveau projet de société ». Il a fait partie du comité éditorial du mensuel français La Décroissance et est vice-président de l'association Kokopelli qui œuvre à la protection de la biodiversité (à la production et à la distribution de semences issues de l'agriculture biologique et biodynamique) et à la régénération des sols cultivés.
En 2011, Pierre Rabhi reçoit le prix du développement durable du lycée Champollion de Grenoble. Il participe à l'inauguration d'un jardin portant son nom à Saint-Alexandre dans le Gard, suivie d'une conférence,.
En 2012, il rejoint le comité d'honneur de la FLAC (Fédération des luttes pour l'abolition des corridas). Le 30 juin 2012, il inaugure à Bédarieux (Hérault) un parc public, portant son nom. Le 16 juillet 2013, il cosigne dans le journal Le Monde, avec Susan George et Edgar Morin, une tribune soutenant l'initiative citoyenne européenne « Arrêtons l'écocide en Europe ».
Il est soutenu par plusieurs personnalités, comme l'actrice Marion Cotillard ou l'entrepreneur Jacques-Antoine Granjon. De manière plus générale et bien qu'il s'en défende, Pierre Rabhi est considéré, autant chez certains de ses admirateurs que chez ses détracteurs, comme une sorte de « gourou ». Parmi ses sources d’inspiration importantes, Rabhi mentionne Jiddu Krishnamurti (1895-1986), lequel refusait lui aussi ce qualificatif : « Il m’a amené à comprendre que la connaissance de soi est le socle de toute vraie vie spirituelle. Sinon, on se contente de picorer dans le catalogue des spiritualités et on avance en aveugle. »
Il a créé une fondation qui était sous la tutelle de la Fondation de France. Elle est depuis devenue un fonds de dotation.
Le 1er février 2017, il reçoit des mains d'Anne Hidalgo la médaille Grand Vermeil de la ville de Paris.
Pierre Rabhi est soutenu par de nombreux mécènes issus du show-business (comme Mélanie Laurent ou Marion Cotillard) ainsi que par des fortunes aristocratiques (Constance de Polignac, Patrice de Colmont).

### Famille
Pierre Rabhi a cinq enfants : Cécile, Vianney — ingénieur et inventeur du moteur MCE-5 à compression variable —, David, Sophie — fondatrice et directrice de la Ferme des enfants, à Berrias-et-Casteljau en Ardèche — et Gabriel, né en 1975 — informaticien.

### Mort
Pierre Rabhi meurt le 4 décembre 2021 à Bron des suites d’une hémorragie cérébrale,,.
Les hommages sont contrastés du fait de certaines de ses prises de positions jugées par certains homophobes et misogynes, et de ses liens avec l'anthroposophie,,.

## Prises de position

### Sur la place des femmes
Pierre Rabhi développe une vision conservatrice et essentialiste des femmes, résumée ainsi par le journaliste Julien Brygo : « des femmes qui sont essentiellement des femmes reproductrices, qui sont des mères nourricières, toujours cette assignation à une image de la femme du Moyen Âge ». Il considère qu'il faut viser la complémentarité des sexes plutôt que l'égalité femmes-hommes : « Je crois qu’il ne faudrait pas exalter l’égalité. Je plaide plutôt pour une complémentarité : que la femme soit la femme, que l’homme soit l’homme et que l’amour les réunisse dans cette complémentarité. »

### Sur le mariage homosexuel
Dans le livre Pierre Rabhi, Semeur d'espoirs, paru en 2013 aux éditions Actes Sud, celui-ci affirme qu'il « considère comme dangereuse pour l’avenir de l’humanité, la validation de la famille « homosexuelle », alors que par définition cette relation est inféconde. » En décembre de la même année, il répond dans une interview de Reporterre à la question de savoir si le principe de lutte pour l’égalité du droit au mariage ne le touche pas particulièrement : « Si, bien sûr. Je suis plein de compassion à l’égard de ceux qui ont été victimes de discrimination et d’exaction. Que des gens s’aiment et aient des attirances, quels que soient les sexes... je ne vois pas où est le problème. Ils sont libres de le faire et heureusement. Mais que cela devienne ensuite une problématique sociale aussi énorme... Par contre, ce qui me pose problème dans le débat actuel, c’est qu’il y a une troisième entité qui n’est pas consultée. C’est l’enfant. L’enfant qu’on va faire naître par je ne sais quel stratagème... »
Lors des débats sur l'ouverture du mariage aux couples de même sexe, Pierre Rabhi affirme qu'aller manifester pour ce sujet n'est pas une priorité pour lui : « Pour moi, ça ne figure pas sur l’agenda des priorités. Je crois que c’est quelque chose qui m’intéresse assez peu, je suis beaucoup plus préoccupé par les enfants qui meurent de faim. C’est là qu’on se rend compte que nous ne subissons pas les problèmes fondamentaux, que nous sommes dans une sorte de délire généralisé. Le mariage homosexuel est un symbole de cette manipulation des consciences, où on crée des phénomènes de société qui n’en sont pas. » Il affirme ne pas s'y opposer pour autant, et ne pas s’opposer non plus à l'adoption par les couples de même sexe : « je n'ai aucun problème avec l’idée de familles homoparentales, bien au contraire. Vous savez, il y a tellement d’enfants qui ne demanderaient que de l’amour pour grandir... L’adoption me semble un processus beaucoup plus sain en effet, j’y vois beaucoup moins d’inconvénients que dans les artifices de la PMA. »

Dans son livre La Convergence des consciences paru en 2016, il écrit que : 

« Les attaques portées contre telle ou telle communauté humaine, telle ou telle orientation sexuelle, sont des violences inutiles. Tous les hommes doivent être libres de leurs initiatives sans avoir à supporter le regard ou la réprobation d’autrui. À cet égard, je pense qu’il ne faut pas porter de jugement moral ni édicter de censure. Je crois au contraire qu’il y a des espaces de vie où le respect seul doit l’emporter. Il en va de la liberté et de la responsabilité de chacun et, pour moi, le bonheur prime. »

### Sur la procréation médicalement assistée
Il s'oppose à la procréation médicalement assistée (PMA) en général (qu'elle soit destinée à des femmes seules, à des couples hétérosexuels ou homosexuels) estimant qu'elle n'est pas naturelle, et donc dangereuse, faisant le parallèle avec l'« agriculture chimique ».

## Critiques et controverses
En août 2018, un article du Monde diplomatique intitulé « Le système Pierre Rabhi » suscite de vives réactions de ce dernier et de ses amis qui contestent l'analyse critique du journaliste Jean-Baptiste Malet. Rabhi obtient un droit de réponse en novembre 2018. Simultanément, Malet revient dans un nouveau texte « sur les critiques formulées par M. Rabhi et ses soutiens ». Il contredit factuellement certaines allégations de Pierre Rabhi, ainsi que des éléments de son droit de réponse, et indique en guise de conclusion : « cette enquête sur le « système Pierre Rabhi » ne constitue pas une attaque personnelle, mais une critique adressée à une forme d’écologie non politique, spiritualiste et individualiste, qui appelle une prise de conscience des personnes mais se garde de mettre en cause le système économique. Au cœur de l’industrie culturelle, M. Rabhi a su mobiliser l’imaginaire du paradis perdu et en faire un produit de consommation de masse. »

### Sur ses techniques agricoles
Pierre Rabhi a depuis plusieurs décennies promu une version très personnelle de l'agroécologie, laquelle, plus qu'une technique agricole, est pensée par lui comme une « alternative sociale ». Selon l'agronome Michel Griffon : « Pour Pierre Rabhi, agriculteur et philosophe, l'agroécologie a un sens particulier : non seulement le terme évoque un ensemble de techniques agricoles respectant l'environnement, mais aussi une philosophie de la production agricole fondée sur la simplicité, la sobriété des comportements et de la consommation des ressources, ainsi que le respect de la nature. Les techniques sont très proches de celles de l'agriculture biologique. »

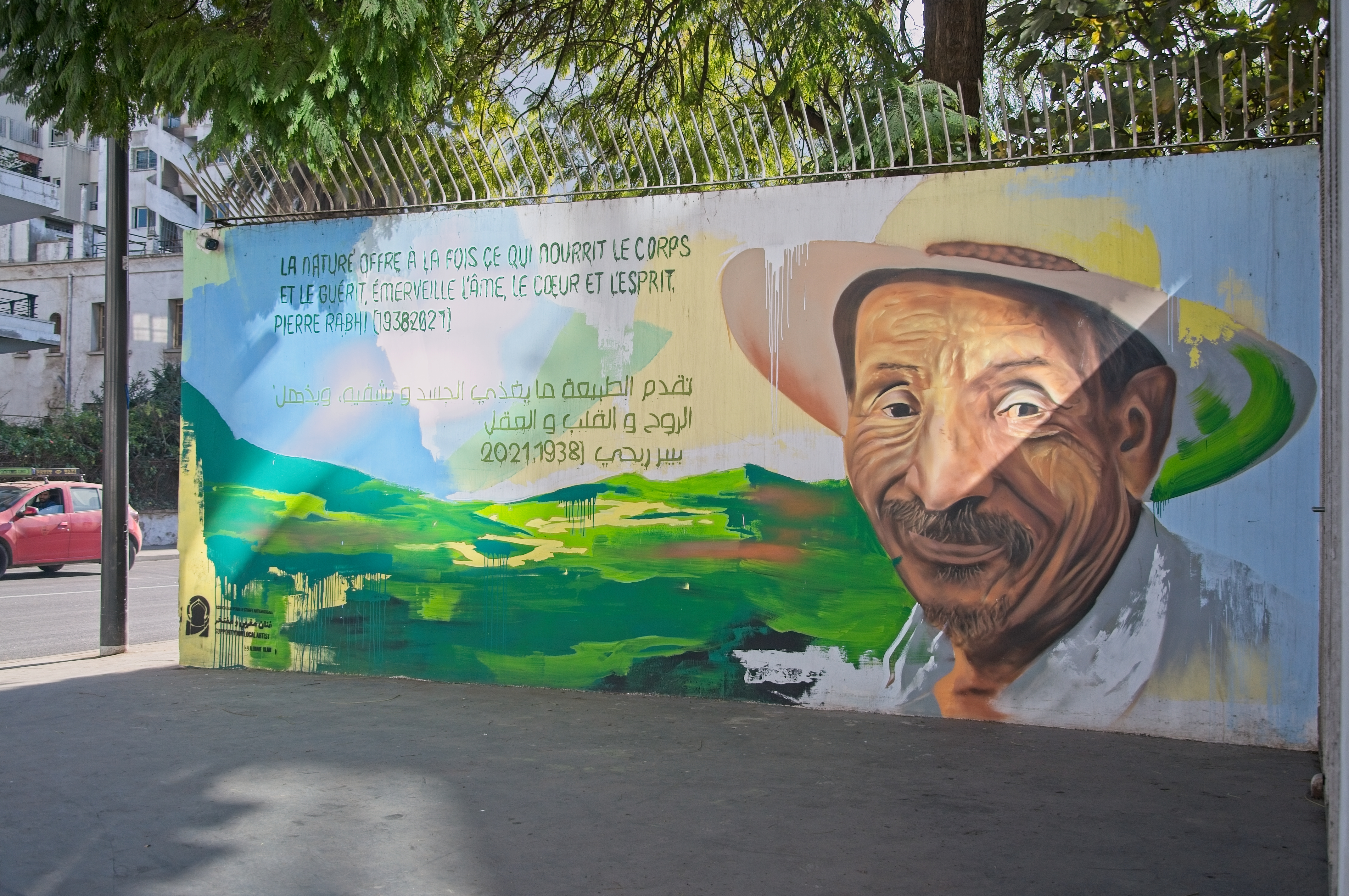
Une fresque à Casablanca représentant le visage de Pierre Rabhi accompagné d'une citation en français et en arabe, en 2023.

De nombreux auteurs se montrent critiques sur les théories agricoles de Pierre Rabhi, et y voient un « échec » et des pratiques ésotériques. Pierre Rabhi est par ailleurs un promoteur des pratiques pseudo-scientifiques de l'agriculture biodynamique qu'il aurait découvertes à la lecture du livre Fécondité de la terre de l'agronome anthroposophe Ehrenfried Pfeiffer.
Le côté pseudo-scientifique est notamment décrit par l'agronome et écologiste René Dumont, lors d'une évaluation du centre d'agroécologie de Gorom-Gorom au Burkina Faso, en 1986 : « Mis à la tête du centre d’Agro-écologie et chargé de former des vulgarisateurs agricoles burkinabés, Pierre Rabhi a présenté le compost comme une sorte de « potion magique » et jeté l’anathème sur les engrais chimiques, et même sur les fumiers et purins. Il enseignait encore que les vibrations des astres et les phases de la lune jouaient un rôle essentiel en agriculture et propageait les thèses antiscientifiques de Steiner, tout en condamnant Pasteur. Malgré sa bonne volonté, il manquait de connaissances économiques et agronomiques, notamment sur l’utilisation optimale des composts. » René Dumont lui reproche aussi de transposer en zone tropicale des résultats d'expérimentations effectuées en zones tempérées. Enfin, il relève « une attitude discutable à l’égard des Africains ». René Dumont aurait tenté de dénoncer auprès du président Thomas Sankara celui qu'il considérait comme un « sorcier », mais selon le journaliste Jean-Baptiste Malet « Pierre Rabhi avait de tels appuis politiques sur place que cela n'a eu aucun effet ». Rabhi s'explique sur cet épisode et selon lui Dumont aurait cherché à « saper sa crédibilité » : « J’organisai à Gorom-Gorom, où sévissait la faim, des formations à l’agroécologie pour des paysans et des stagiaires sans pour autant faire appel, comme il est dit, à la biodynamie ou aux rythmes lunaires. Je préférais expliquer comment réaliser des composts, y compris avec du purin et du fumier, ou utiliser des techniques agroécologiques. L’urgence était de libérer les paysans de la dépendance aux engrais chimiques. [Dumont] ne jurait malheureusement que par les engrais chimiques, dont il disait qu’ils étaient la clé du progrès agricole, comme on peut déjà le lire dans L’Utopie ou la mort ! (1973). » Le journaliste Jean-Baptiste Malet récuse cependant cette affirmation, René Dumont s'étant élevé contre l'agriculture industrielle bien avant sa critique de Rabhi.
Le sociologue Gérald Bronner, membres du comité de parrainage de l'Association française pour l'information scientifique (AFIS), considère que « Rabhi est peut-être adorable, mais, lorsqu’il affirme que ses techniques agricoles pourraient nourrir la planète, il trompe nos concitoyens. Sa ferme ne survit que parce qu’elle peut compter sur le travail de 150 bénévoles ! » Il critique également son utilisation de méthodes non scientifiques.
Selon le journaliste Jean-Baptiste Malet, « toutes les associations qui suivent les principes de Pierre Rabhi, en réalité ne sont pas autosuffisantes en ce qui concerne leur production, et sur leur modèle économique elles ne vivent pas de ce qu'elles produisent, mais elles vivent de leur facturation de formations : de jeunes précaires paient parfois très cher des formations au maraîchage, et quand on se penche sur les comptes on s'aperçoit que ce ne sont pas les rendements qui [financent les fermes] ».

#### Mas de Beaulieu
Le Mas de Beaulieu — qui se réclame des préceptes de Pierre Rabhi — est un centre de formation à l'agroécologie acheté en 1998 par l'association « Les amis de Pierre Rabhi », rebaptisée « Terre et Humanisme » en 1999, cette dernière ayant été « créée à l'initiative de Pierre Rabhi »,. Selon l'association, « c'est un site d’environ un hectare qui comprend les jardins potagers nourriciers et pédagogiques ainsi que les bâtiments, restaurés de manière écologique, dédiés au siège de l’association et à la formation ».
En 2012, une visite de l'Association française pour l'information scientifique (AFIS), une association rationaliste engagée dans la lutte contre les pseudo-sciences, révèle des pratiques ésotériques issues de la biodynamie : « Ce sont manifestement l'amateurisme et l'idéologie qui prévalent en ces lieux, avec une petite touche de croyances ésotériques. » Le compte rendu de visite de l'AFIS relate notamment l'usage d'un mésentère de cerf rempli de fumier et utilisé « sur un plan vibratoire » pour capter des énergies de la Terre et du Soleil.
L'AFIS dénonce également l'exploitation de centaines de travailleurs bénévoles venus en stage ou formation et relève en 2012 que : « Au Mas de Beaulieu, l'image donnée est celle d'une aspiration à l'autosuffisance alimentaire, avec même l'ambition de nourrir la planète avec ces méthodes. En réalité, il n'en est rien, et le centre expérimental n'arrive à afficher ses très maigres résultats que sur la base d'un apport massif d'aide extérieure, que ce soit sous forme d'argent [stagiaires, donateurs, souscripteurs], de recours systématique et généralisé à du travail gratuit, et d'intrants venus de l'extérieur. »

### Liens avec l'anthroposophie
Dans son livre Du Sahara aux Cévennes, Pierre Rabhi recommande l'usage de l'agriculture biodynamique, méthode issue de l'anthroposophie, une philosophie ésotérique développée dans les années 1920 par Rudolf Steiner, dont Rabhi fut un lecteur précoce.
L'anthroposophie et ses diverses incarnations modernes ont souvent été accusées de dérive sectaire,. Plusieurs mouvances[Lesquelles ?] incriminées pour de telles dérives se sont associées dans un « Centre d’information et de conseil des nouvelles spiritualités » (CICNS) ; cette association s’en prend explicitement aux organisations françaises de vigilance en matière de dérives sectaires, notamment la Miviludes.
Pour l'agronome et candidat à l'élection présidentielle sous l'étiquette écologiste René Dumont, Pierre Rabhi propageait les thèses antiscientifiques de Rudolph Steiner, tout en condamnant Louis Pasteur.

### Positionnement politique
La journaliste Jade Lindgaard, dans un article publié par Mediapart et la Revue du crieur, lui reproche d’insister sur la transformation personnelle et le développement de solutions individuelles aux problèmes globaux au détriment de l’action politique collective, ce qui conduit à rompre avec « une filiation de luttes » (décolonisation, antinucléaire, féminisme) et à effacer les mécanismes de domination de classe, de race et de genre, et risque de maintenir le statu quo sur les questions de richesse et de pollution. Le journaliste Jean-Baptiste Malet fait également ce constat : « La pensée de Pierre Rabhi peut avoir tendance à dépolitiser les enjeux et les luttes, [il] refuse la structuration politique et l'offre politique (c'est vrai qu'elle est insatisfaisante) ; il a un rapport très spiritualiste quasi religieux aux choses, et ce qu'il propose relève de l’ascèse intime [...] mais il refuse par exemple la conflictualité, et c'est important de le préciser car dans l'histoire sociale c'est très rare qu'il y ait des progrès sociaux quand il n'y pas de conflictualité. »
Pierre Rabhi a une certaine proximité avec des grands patrons du CAC 40 (Emmanuel Faber, Jacques-Antoine Granjon...), qui  - selon Malet - peuvent se servir de son image pour assurer un certain greenwashing. Le comparant au moine médiatique Matthieu Ricard, Jean-Baptiste Malet fait le rapprochement avec des figures religieuses ou spirituelles du XIXe siècle qui expliquaient aux « grands capitalistes », espérant un changement significatif de leur part, qu'il fallait être plus humaniste et penser aux travailleurs ; selon Malet c'est « une vision extrêmement naïve des rapports de force, et ce n'est pas comme ça qu'on va changer la société ». Le voyant adulé par des politiciens de tous bords et plébiscité par les patrons d'entreprises multinationales, le journaliste Julien Brygo se demande « qui dérange-t-il ? », à quoi Jean-Baptise Malet répond « la vérité, c'est qu'il ne dérange personne, Pierre Rabhi, c'est une écologie inoffensive ».
Les critiques contre Rabhi portent également sur ses prises de position concernant le mariage homosexuel et la procréation médicalement assistée, et sur la proximité de ses fils, Gabriel et David, avec l'extrême droite. Selon Sophie des Déserts de Vanity Fair, ceux-ci sont des proches des mouvances conspirationnistes et d'extrême droite, en relation notamment avec Alain Soral, et n'ont jamais été désavoués par leur père.
Fin 2016, Rabhi déclare dans le magazine Pèlerin : « Je ne suis même pas pour un parti écologiste : je suis pour une conscience écologiste. La nature ne distingue pas entre gauche et droite, elle s’en fout. Je plaide pour une coalition politique qui ancre son action dans le respect de la nature. »
Pierre Bitoun penche plutôt vers un prudent soupçon d'angélisme.

### Popularité et présence médiatique
Dans un article du Monde diplomatique intitulé « Le système Pierre Rabhi », Jean-Baptiste Malet explique la popularité de la figure et des idées de Rabhi : « L’icône Rabhi tire sa popularité d’une figure mythique : celle du grand-père paysan, vieux sage enraciné dans sa communauté villageoise brisée par le capitalisme, mais dont le savoir ancestral s’avère irremplaçable quand se lève la tempête. Dans un contexte de catastrophes environnementales et d’incitations permanentes à la consommation, ses appels en faveur d’une économie frugale et ses critiques de l’agriculture productiviste font écho au sentiment collectif d’une modernité hors de contrôle. En réaction, l’inspirateur des « colibris » prône une « insurrection des consciences », une régénération spirituelle, l’harmonie avec la nature et le cosmos, un contre-modèle local d’agriculture biologique non mécanisée. Ces idées ruissellent dans les médias, charmés par ce « bon client », mais aussi à travers les activités du mouvement Colibris, fondé en 2006 par Rabhi. »

### Revenus et fonds de dotation
Le journaliste Jean-Baptiste Malet a mené une longue enquête sur Pierre Rabhi, et déclare, en septembre 2018 sur France Inter, que celui-ci touche selon les mois et les années des revenus situés entre 7 000 et 10 000 euros par mois, principalement grâce aux ventes de ses livres et aux droits d'auteur, qui lui ont rapporté un demi-million d'euros en dix ans : quasiment aucune de ces recettes n'est reversée à une quelconque association (seuls les droits d'un ouvrage de Rabhi sont reversés à Terre et Humanisme et Colibri). Rabhi en tant que conférencier peut facturer entre 1 000 et 2 000 euros par prestation. Malet note qu'« il y a même des années où « Terre et Humanisme » a pu verser du salaire à Pierre Rabhi alors qu'il avait déjà de gros revenus ». Tout ceci est selon le journaliste en incohérence avec le discours et l'image de l'humble paysan en blouse de travail affirmant dormir sur une simple natte, tel un ascète. De plus, son fonds de dotation a bénéficié de plusieurs centaines de milliers d'euros de dons : par exemple un legs de 480 000 euros à la suite d'une vente d'appartement ou un don de 50 000 euros de la marque de luxe Chopard. Jean-Baptiste Malet constate que « ce fonds de dotation ne consacre que 60 000 euros par an à des actions environnementales » et il se demande pourquoi Pierre Rabhi utilise par ailleurs ce fonds de dotation pour salarier le compagnon de sa fille ainsi que son assistante personnelle, alors qu'il pourrait le faire avec ses fonds propres. Le journaliste, en définitive, « pense que c'est important de se pencher dans les comptes et d'avoir un peu plus de transparence sur ce qui se passe chez Rabhi »,.
À la suite des propos de Malet, Pierre Rabhi se dit « blessé » et réagit en écrivant notamment : « Je suis conscient qu’en étant devenu un « homme public », je suis exposé à ce que mes propos soient discutés, remis en question voire déformés, cela est logique, normal voire salutaire. Néanmoins, les attaques ou les doutes émis sur le sérieux et la probité des structures que j’ai créées ou sur ma propre intégrité ne sont pas acceptables. Les structures bénéficient du soutien du grand public et font preuve d’un engagement sans faille. La transparence financière y est de rigueur, tout comme le contrôle des comptes par des cabinets d’expertise indépendants. Pour ma part — dois-je le redire ? — je n’ai accumulé aucune fortune et l’essentiel de mes revenus sert à assurer le quotidien de ma famille, de plusieurs proches ou amis. »
Bernard Chevilliat, président du Fonds de dotation Pierre Rabhi, conteste, dans une tribune du journal La Croix publiée une dizaine de jours après la diffusion de l'émission, la pertinence des affirmations de Jean-Baptiste Malet, non seulement sur ses conclusions mais aussi concernant les chiffres avancés. Il se demande pour quelle raison Malet remet en question la possibilité pour Rabhi de disposer comme il l'entend du fruit de son travail : « Il n’usurpe rien quand il parle de « sobriété heureuse » et il ne s’est jamais engagé à reverser les droits perçus sur ses livres qui relèvent de sa sphère privée. [...] son mode de vie actuel reste à l’évidence sobre et sans superflu comme peuvent en témoigner tous ceux qui le côtoient au quotidien. » Il indique qu'il est « foncièrement trompeur » de dire que Rabhi a entre 7 000 et 10 000 euros de revenu mensuel ; ceci du fait de l’irrégularité des ventes de livres, et que « lissés sur dix ans, les revenus longtemps faibles de Pierre Rabhi avoisinent plutôt les 42 000 euros annuels avant impôts, autrement dit une moyenne de 3 500 euros/mois, même s’ils ont très récemment connu — par simple effet cumulatif — une croissance temporaire liée à la sortie simultanée de plusieurs livres ou rééditions. » Concernant les conférences données par Rabhi, il précise que « sur les 30 à 35 conférences annuelles, la moitié d’entre elles sont faites à titre gratuit. L’autre moitié est le plus souvent facturée entre 1 000 et 1 200 euros. » Concernant les sommes collectées par le Fonds de dotation, il affirme que leur utilisation est raisonnable et en accord avec son objet : « Depuis sa création, de 2014 à 2017, le Fonds a accompagné 30 projets et distribué 250 000 euros. [...] Il nous faut aussi préciser que mis à part les frais de fonctionnement, les fonds collectés ne peuvent être utilisés que pour la création de Centres de formation ou pour des actions ciblées et en lien direct avec la promotion de l’agroécologie ou la protection de la nature. Il en va de même pour le seul legs important (un appartement revendu pour 480 000 euros) perçu il y a deux ans. Nous nous efforçons donc de gérer en « bon père de famille » et de constituer des réserves plutôt que de dilapider à tout va les fonds qui nous ont été confiés. » Il relève par ailleurs que : « Sur les ondes, Jean-Baptiste Malet affirme aussi que Pierre Rabhi a embauché son gendre dans le Fonds de dotation. Il s’agit là d’une calomnie à son égard. C’est nous, en notre qualité de président, de notre propre initiative et en accord avec le conseil d’administration, qui avons proposé fin 2015 un CDD de 8 mois à son gendre afin que celui-ci mette au service du Fonds, alors débutant, sa connaissance des réseaux et ses compétences informatiques et organisationnelles. »

## Décoration
- 2015 : docteur honoris causa de l'université de Liège[65]
- 2017 : Chevalier de la Légion d'honneur[4]

## Publications

### Ouvrages
- Du Sahara aux Cévennes ou la Reconquête du songe (autobiographie, prix du Cabri d'or de l'Académie cévenole), Lavilledieu, Éditions de Candide, 1983, rééd. éditions Albin Michel, Paris, 1995, rééd. sous le titre Du Sahara aux Cévennes : itinéraire d'un homme au service de la Terre-Mère, éd. Albin Michel, Paris, 2002
- Le Gardien du feu : message de sagesse des peuples traditionnels (roman), Lavilledieu, Éditions de Candide, 1986, nouvelle édition Paris, Albin Michel, 2003
- L'Offrande au crépuscule (prix des sciences sociales agricoles du ministère de l'Agriculture), Lavilledieu, Éditions de Candide, 1989, rééd. aux éditions L'Harmattan, 2001
- Le Recours à la terre (recueil d'articles), Lyon, Terre du Ciel, 1995, nouvelle éd. augm. 1999
- Parole de Terre : une initiation africaine, Paris, Albin Michel, 1996 (préface de Yehudi Menuhin) As in the Heart, So in the Earth, traduit par Joseph Rowe, Park Street Press, Rochester, Vermont, 2007
- Manifeste pour des Oasis en tous lieux, ouvrage collectif sous la direction de Pierre Rabhi, 1997
- Le Chant de la Terre, interview par Jean-Pierre et Rachel Cartier, éd. La Table Ronde, Paris, 2002
- Graines de possibles, regards croisés sur l'écologie, avec Nicolas Hulot, Paris, Calmann-Lévy, 2005  (ISBN 2-7021-3589-7)
- Conscience et environnement, Éditions du Relié, Gordes, 2006
- La Part du colibri : l'espèce humaine face à son devenir, La Tour-d’Aigues, Éditions de l'Aube, 2006  (ISBN 2-7526-0269-3) Témoignage au Festival du livre de Mouans-Sartoux en 2005
- Écologie et spiritualité, Paris, Éditions Albin Michel, 2006 Ouvrage collectif avec, entre autres, Jacques Brosse, André Comte-Sponville, Eugen Drewermann, Albert Jacquard, Jacques Lacarrière, Théodore Monod, Jean-Marie Pelt, Annick de Souzenelle
- Terre-Mère, Homicide volontaire ? Entretiens avec Jacques-Olivier Durand, éd. Le Navire en pleine ville, Saint-Hippolyte-du-Fort (Gard), 2007
- Manifeste pour la Terre et l'Humanisme : Pour une insurrection des consciences, Arles, Actes Sud, 2008
- Vers la sobriété heureuse, Arles, Actes Sud, 2010
- Éloge du génie créateur de la société civile, Arles, Actes Sud, 2011
- Un nouveau monde en marche : vers une société non-violente, écologique et solidaire de Laurent Muratet et Étienne Godinot, éd. Yves Michel, Gap, 2012 Participation de Pierre Rabhi, aux côtés, entre autres, de Akhenaton, Christophe André, Stéphane Hessel (préface), Jean-Marie Pelt, Matthieu Ricard, Jean Ziegler
- Pierre Rabhi, semeur d'espoirs, entretiens, Olivier Le Naire, Arles, Actes Sud, 2013[66]
- Le monde a-t-il un sens ? avec Jean-Marie Pelt, Fayard, 2014  (ISBN 978-2-213-68186-3)
- La Part du colibri, illustré par Pascal Lemaître, éditions de l'Aube, 2017, rééd. poche 2017
- L'Agroécologie, une éthique de vie, entretien avec Jacques Caplat, Arles, Actes Sud, 2015  (ISBN 978-2-330-05646-9)
- La Puissance de la modération, Hozhoni, 2015  (ISBN 978-2372410182)
- La Convergence des consciences, Le Passeur Éditeur, 2016  (ISBN 978-2368904749)
- J'aimerais tant me tromper, dialogue avec Denis Lafay, éditions de l'Aube, 2019  (ISBN 978-2-815-94056-6)
- Frères d'âme, dialogue avec Edgar Morin sur un entretien avec Denis Lafay, éditions de l'Aube, 2021  (ISBN 978-2-815-94096-2)

### Préfaces
- Alerte aux vivants et à ceux qui veulent le rester : Pour une renaissance agraire de Pierre Gevaert, Paris, Sang de la Terre, 2006
- La Stratégie du colibri de Séverine Millet, Paris, Minerva, 2008
- Le Scénario « Titanic », et autres métaphores écologiques… de Hugues Gosset-Roux, Saint-Julien-en-Genevois, Jouvence, 2008
- La Planète au pillage de Henry Fairfield Osborn, Jr, réédition aux Éditions Actes Sud, 2008  (ISBN 978-2-7427-7447-0)
- Une seule Terre pour nourrir le monde de Florence Thinard, Paris, Gallimard Jeunesse, 2009
- Une monnaie nationale complémentaire de Philippe Derudder et André-Jacques Holbecq, Yves Michel, 2011  (ISBN 978-2-913492-89-9)
- La Terre comme soi-même : repères pour une écospiritualité de Michel Maxime Egger, Genève, Labor et Fides, 2012  (ISBN 978-2-8309-1445-0)
- Voyage à Païolive en Ardèche méridionale de Véronique Groseil et Gil Jouanard, Éditions du Chassel, 2013  (ISBN 979-10-90929-04-3)
- Les Seigneurs de la Terre, l'Appel de Cérès de Fabien Rodhain et Luca Malisan, Glénat, 2016

## Documentaires avec la participation de Pierre Rabhi
- " Les nouveaux paysans" de Yves Billon, produit par les films du village en 1981.distribution Zaradoc films.
- Pierre Rabhi, des Cévennes au Sahel, d'Anne-Sophie Boisgallais et Christian Lascaux (1990)[67]
- Sous les pavés, la terre, de Thierry Kruger et Pablo Girault, sorti en avril 2009
- Solutions locales pour un désordre global, de Coline Serreau, sorti le 7 avril 2010 (distribué par Memento Films)[68],[69]
- Severn, la voix de nos enfants, écrit et réalisé par Jean-Paul Jaud, sorti en 2011
- Pierre Rabhi : la reconquête du songe, réalisé par Marie-Dominique Dhelsing, produit en 2011 par Groupe Galactica, Adalios & Canal maritima
- Il mio corpo è la Terra, réalisé par Carola Benedetto et Igor Piumetti (2012)
- Pierre Rabhi, les clés du paradigme de Juan Massenya, réalisé par Chris Reynaud (2013)
- Pierre Rabhi Au nom de la terre, réalisé par Marie-Dominique Dhelsing (2013)[70]
- En quête de sens. Un voyage au-delà de nos croyances, produit par Kamea Meah productions (2015)
- L'Odyssée de l'empathie, réalisé par Michel Meignant et Mário Viana, sorti le 5 novembre 2015
- Demain, réalisé par Cyril Dion et Mélanie Laurent, sorti le 2 décembre 2015
- Confidences entre amis, réalisé par Jean-Yves Bilien, sorti le 17 octobre 2018